# Dungeon crawler

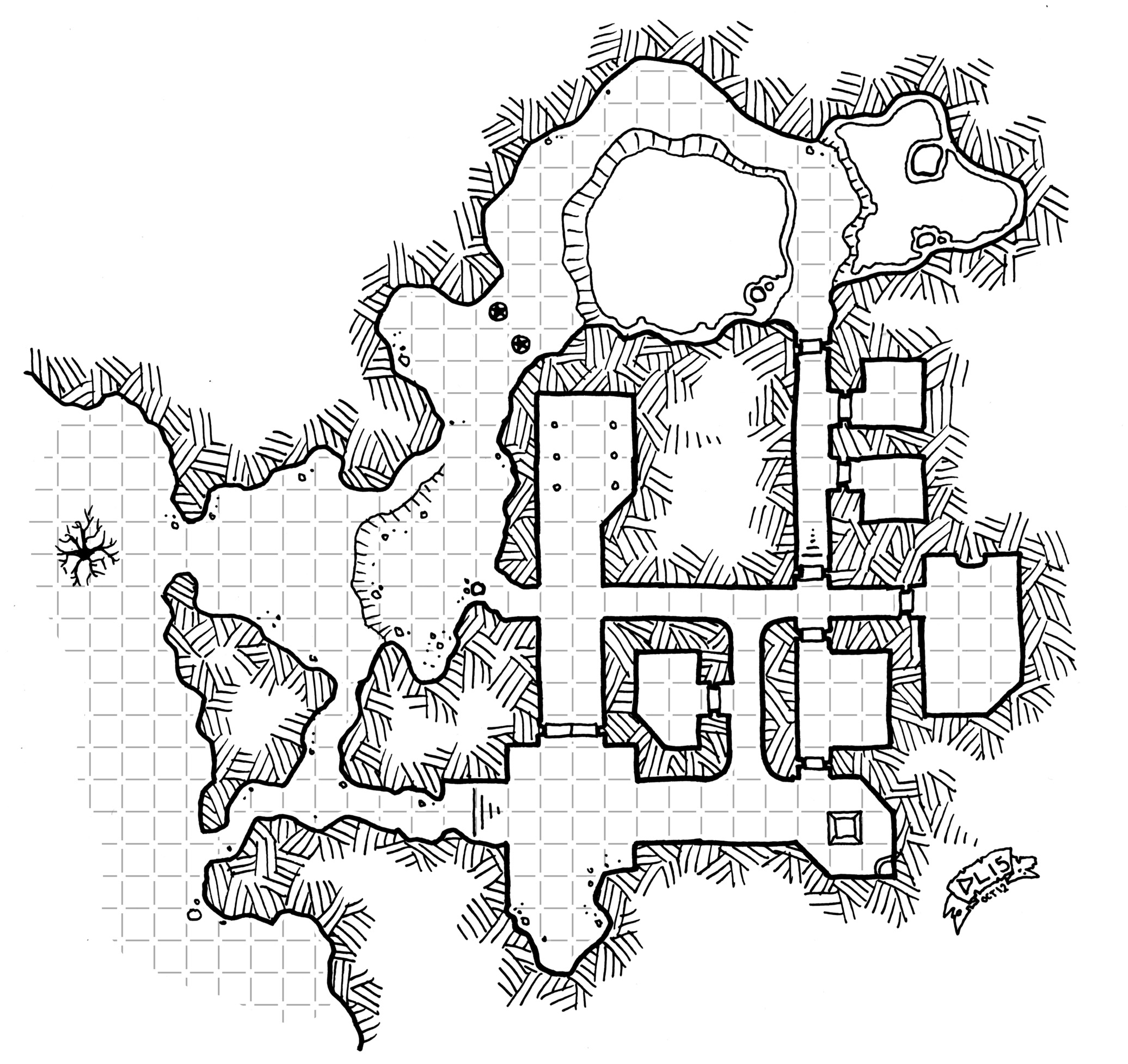
Um mapa de uma Dungeon para um RPG de Mesa

Dungeon é uma palavra inglesa, com etimologia na palavra francesa donjon. Substantivo significando calabouço ou masmorra. Pode assumir também o sentido de torre de menagem. Como verbo pode significar encarcerar, prender em calabouço ou masmorra.
O termo é usado em jogos de RPG para designar cavernas ou labirintos repletos de monstros, armadilhas e tesouros. Uma Dungeon normalmente é composta por salas e corredores que as conectam, podendo haver também passagens secretas.
Dungeon crawl é outra expressão correlata, mas se refere a estereótipos de aventuras de RPG ambientadas em Dungeons. O termo 'dungeon crawler' refere-se a aventureiros que são especializados em atuar em dungeons, onde o seu principal objetivo é geralmente a caça a um tesouro.

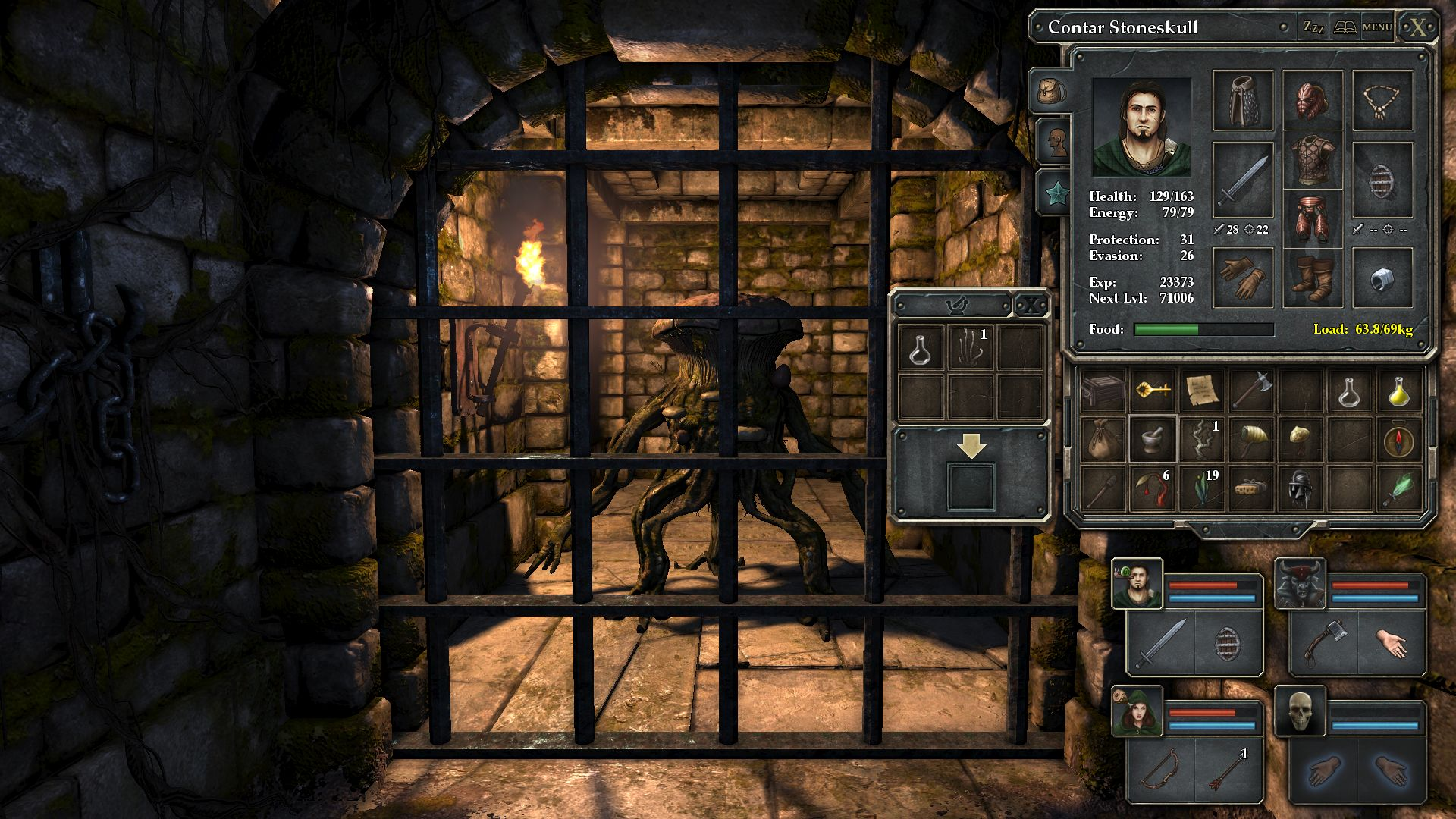
Legend of Grimrock, um RPG eletrônico dungeon crawler

O termo é usado para um gênero especifico de RPGs eletrônicos onde o jogo inteiro se passa em uma dungeon. As primeiras gerações de RPGs eletrônicos eram Dunegon Crawlers devido a simplicidade para criar jogos para sistemas mais primitivos.